# Горноалтайская коза
Горноалта́йская — порода пуховых коз. Выведена (1944—1982 гг.) в колхозах и совхозах Горно-Алтайской автономной области методом воспроизводительного скрещивания местных коз с завезенными придонскими козлами до получения помесей II и частично III поколений, отбора из их числа животных желательного типа и разведения их «в себе» при частичном прилитии крови коз ангорской породы. Является первой целенаправленно выделенной российской породой пуховых коз.

## История
Селекционные работы начались в 1944 году и первоначально проводились под руководством Л. В. Окулиц-Казариной. Однако её смерть повлекла за собой некоторую задержку дальнейших работ. В итоге новая порода, получившая предварительное название „горноалтайская пуховая“, была представлена только в 1982 году.
Порода коз была выведена в 1944—1982 годах в Горно-Алтайской АО на территории козоводческих ферм колхозов «Мухор-Тархата» Кош-Агачского района, «Искра» и «Путь Ленина» Шебалинского района. При этом для её выведения скрещивались придонские козы и мелкие местные породы, отличавшиеся низкой продуктивностью. 
Порода была утверждена Министерством сельского хозяйства СССР в 1982 году и зарегистрирована Комитетом по делам изобретений и открытий при Совете Министров СССР в Государственном реестре селекционных достижений СССР 24 февраля 1983 года с выдачей свидетельства №3147. В 1993 году порода была внесена в Государственный реестр селекционных достижений и по состоянию на 2020 год, включена в список пород, допущенных к использованию.

## Описание
Козы данной породы обладают высокой живой массой: в шерсти взрослых коз содержание пуха составляет от 51,4% до 81,8%, а их начёс составляет 450—600 граммов. Характеризуются крепкой конституцией, являются подвижными круглый год и хорошо используют горные пастбища. Плодовитость колеблится от 110 до 140 козлят на 100 маток.
Средний вес коз составляет 41-44 кг, у козлов — 65-70 кг. Молочная продуктивность невысока (в период лактации - 90—120 литров), мясная продуктивность — удовлетворительная. Пух породы является мягким, длинным, эластичным и крепким, поэтому его используют для изготовления меховых изделий. Ввиду этого разведение коз данной породы является очень выгодным.
В породе создано два типа - чуйский в высокогорной зоне и семинский в горно-степной. В 1991 году в Баян-Ульгийском и Хобдосском аймаках Монголии на основе скрещивания монгольской и горноалтайской пород была создана новая порода уллынбор., чья их пуховая продуктивность более чем вдвое превосходит монгольских коз
Широко распространена не только на Алтае, но и в Хакасии. Хорошо приспособлена к суровым условиям пастбищного содержания в горах.

## Значение
Как ценный генофонд, горноалтайские козы широко использовались для улучшения аборигенных коз в России и за рубежом, создания новых типов и пород: кроме регионов России, в 1987—1988 годах эмбрионы породы были проданы в Великобританию, где она прошла породоиспытание,
В 1997 году за выведение и совершенствование горноалтайской породы пуховых коз коллективу в составе Г. В. Алькова, В. Н. Тадыкина, К. К. Туймешева, В. Н. Манжина, Ч. К. Шартлановау, З. К. Красковой (посмертно), Мамыю Курдяпова (посмертно) и Л.В. Окулич-Казариной (посмертно), была присуждена Государственная премия Российской Федерации в области науки и техники